# 제28회 카를로비바리 국제 영화제
제28회 카를로비바리 국제 영화제는 1992년 7월 9일에 열린 시상식이다.

## 수상 및 후보

### 대상(장편)
- Krapatchouk - Enrique Gabriel Lipschutz 수상

### 심사위원특별상(장편)
- 원스 어폰 어 타임, 시네마 - 모흐센 마흐말바프 수상

### 여우주연상(장편)
- Kicks - Evdokija Germanova 수상

### 남우주연상(장편)
- Krapatchouk - Guy Pion 수상